# Gailoh

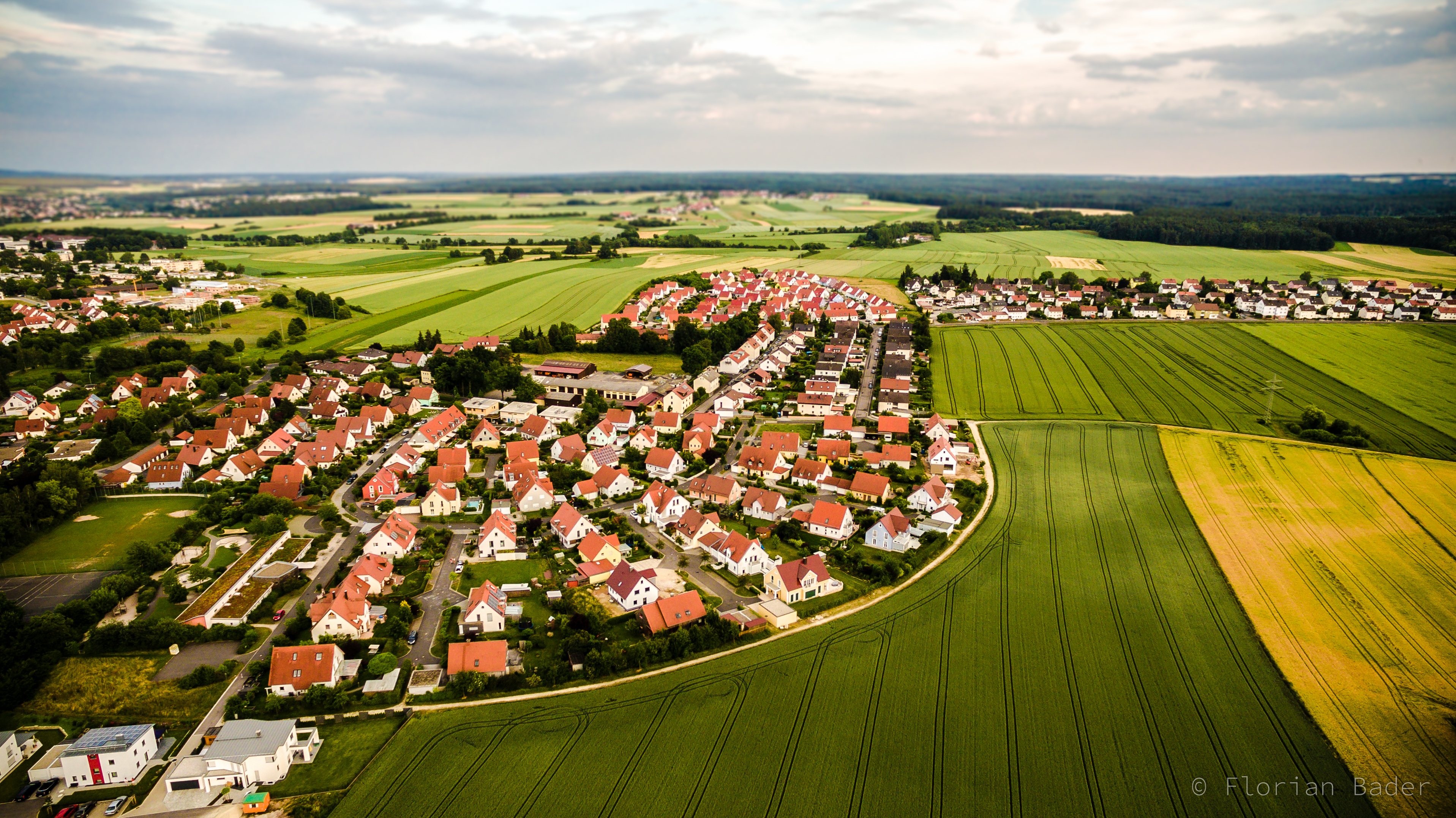
Luftbild von Gailoh

Gailoh ist ein in der Oberpfalz gelegenes Dorf, das ein Gemeindeteil der kreisfreien Stadt Amberg ist.

## Lage
Der Ort befindet sich in der Region Oberpfälzer Jura und liegt in der gleichnamigen Gemarkung. Gailoh selbst ist einer von 23 Ortsteilen der kreisfreien Stadt Amberg. Die Ortsmitte der Kernstadt liegt knapp drei Kilometer im Nordosten.

## Geschichte
Am 1. Juli 1972 wurde das Dorf Gailoh im Zuge der Gebietsreform eingemeindet. Gailoh ist eine eigenständige Pfarrgemeinde und gehört zur Gemeinde Sankt Michael in Amberg. Im Stadtteil Gailoh gibt es einen Kindergarten der evangelischen Diakonie, die Freiwillige Feuerwehr und den Verein für Deutsche Schäferhunde Ortsgruppe Amberg-Gailoh. Im ehemaligen Siedlungskern befinden sich eine Kapelle und mehrere alte Bauernhöfe. Im Gewerbegebiet Gailoh sind verschiedene kleine und mittelständische Unternehmen ansässig: Dachdecker, Bau- und Fuhrunternehmen, Telekommunikationsunternehmen und ein großes Tierheim.

## Trivia
Gailoh ist von vielen Feldern und Nadelwald umgeben. In der Umgebung von Gailoh wurde lange Zeit Sand abgebaut. Südöstlich von Gailoh befand sich in der Nähe einer amerikanischen Kaserne ein Flugplatz der amerikanischen Armee, dessen Gelände heute als privater Verkehrsübungsplatz einer örtlichen Fahrschule und Übungsplatz eines Hundevereins dient.
1947 wurde in Gailoh die erste Kirwa (Kirchweih) nach dem Zweiten Weltkrieg in der damals noch eigenständigen Gemeinde gefeiert. Anfang Juni 2007 feierte die Freiwillige Feuerwehr Gailoh ihr 100-jähriges Bestehen.